# Dryops osellai
Dryops osellai is een keversoort uit de familie ruighaarkevers (Dryopidae). De wetenschappelijke naam van de soort werd in 1978 gepubliceerd door Olmi.